# Pterophorus
Pterophorus is een geslacht van vlinders uit de familie van de vedermotten (Pterophoridae).
De typesoort van het geslacht is Phalaena pentadactyla Linnaeus, 1758

## Soorten
- P. acarnella Walsingham, 1898
- P. acrias Meyrick, 1907
- P. acuminatus Meyrick, 1920
- P. adamas Const., 1895
- P. adumbratus Walsingham, 1881
- P. aethes Walsingham, 1915
- P. africanus Ustjuzhanin & Kovtunovich, 2010
- P. agraphodactylus Walker, 1864
- P. alaica Caradja, 1920
- P. albidus (Zeller, 1852)
- P. albilobata McDunnough, 1939
- P. aldabrensis Fletcher, 1910
- P. ambitiosus Meyrick, 1911
- P. ammonias Meyrick, 1909
- P. angustus Walsingham, 1880
- P. argutus Meyrick, 1926
- P. ashanti Arenberger, 1995
- P. baccharides Grinnell, 1908
- P. bacteriopa (Meyrick, 1922)
- P. baliodactylus Zeller, 1841
- P. baliolus Bigot & Luquet, 1991
- P. balsamorrhizae McDunnough, 1939
- P. baroni Fish, 1881
- P. basalis Möschler, 1890
- P. behrii Grinnell, 1908
- P. belfragei Fish, 1881
- P. bogotanus Felder, 1875
- P. brandti Arenberger, 1981
- P. brucei Fern., 1898
- P. bystropogonis Walsingham, 1908
- P. calais Meyrick, 1930
- P. calamodactyla Zerny, 1935
- P. calcaria Lederer, 1870
- P. callidus Meyrick, 1913
- P. cana Arenberger, 1990
- P. candidalis (Walker, 1864)
- P. caspia Lederer, 1868
- P. catalinae Grinnell, 1908
- P. caudelli Dyar, 1903
- P. ceraunia (Bigot, 1969)
- P. cervicalis Meyrick, 1932
- P. cineraceus Fish, 1881
- P. cinerascens Walsingham, 1880
- P. citrites Meyrick, 1907
- P. cleronoma (Meyrick, 1920)
- P. colubratus Meyrick, 1909
- P. conjunctus Zeller, 1877
- P. conscius Meyrick, 1920
- P. constanti Ragonot, 1875
- P. contortus McDunnough, 1938
- P. crescens Meyrick, 1926
- P. cretidactylus Fitch, 1854
- P. cygnus Barnes & Lindsey, 1921
- P. chionadelpha Meyrick, 1929
- P. chionastes Meyrick, 1907
- P. chionophanes Meyrick, 1930
- P. chionoptila Fletcher, 1940
- P. chordodactyla Staudinger, 1859
- P. dallastai Gielis, 1991
- P. declivis Meyrick, 1913
- P. delospilus Meyrick, 1921
- P. deprinsi Arenberger, 1990
- P. discors Meyrick, 1913
- P. diwani Arenberger, 1981
- P. ebbei Arenberger, 1989
- P. ecstaticus Meyrick, 1932
- P. elaeopa Meyrick, 1907
- P. elbursi Arenberger, 1981
- P. elliottii (Fernald, 1893)
- P. emmorus Walsingham, 1915
- P. endogramma Meyrick, 1922
- P. endophaea Meyrick, 1930
- P. epileucus Walsingham, 1915
- P. eupatorii Fernald, 1893
- P. excors Meyrick, 1930
- P. exilidactyla Buszko, 1975
- P. farsi Arenberger, 1981
- P. fieldi Wright, 1921
- P. fishii Fernald, 1893
- P. flaveodactylus Amary, 1840
- P. flavus Arenberger, 1991
- P. fumiventris Zeller, 1877
- P. furcatalis Walker, 1864
- P. furfurosus Meyrick, 1911
- P. fusciciliatus Zeller, 1877
- P. fuscolimbatus Duponchel, 1844
- P. galactodactyla [Denis & Schiffermüller], 1775
- P. glochinias Meyrick, 1907
- P. grandis Fish, 1881
- P. gratiosus (Fish, 1881)
- P. grisescens Walsingham, 1880
- P. griveaudi Bigot, 1964
- P. guttatus Walsingham, 1880
- P. gypsotes Meyrick, 1937
- P. haplistes Meyrick, 1936
- P. harpactes Meyrick, 1907
- P. hebrus Meyrick, 1932
- P. hedemanni Rebel, 1896
- P. helianthi Walsingham, 1880
- P. hilda Grinnell, 1908
- P. homodactylus Walker, 1864
- P. homoiodactyla Kasey, 1960
- P. huberti Arenberger, 1999
- P. icterodactylus Mann, 1855
- P. ignifugax Walsingham, 1915
- P. imbecilla Meyrick, 1925
- P. imerinae Bigot, 1964
- P. improbus Meyrick, 1934
- P. inconditus Walsingham, 1880
- P. inframaculella Bruand, 1850
- P. innocens Snellen, 1884
- P. innotatalis Walker, 1864
- P. inquinatus Zeller, 1873
- P. integratus Meyrick, 1913

- P. invidiosus Meyrick, 1911
- P. ischnodactyla (Treitschke, 1835)
- P. ivae Kasy, 1960
- P. jaechi Arenberger, 1993
- P. jason Meyrick, 1930
- P. kabuli Arenberger, 1981
- P. kaszabi Bigot, 1967
- P. kellicottii Fish, 1881
- P. keningus Arenberger, 1997
- P. klimeschi Kasy, 1960
- P. lacteipennis (Walker, 1864)
- P. lacteodactylus Chambers, 1873
- P. lamottei Gibeaux, 1992
- P. lampra (Bigot, 1969)
- P. laqueatus Meyrick, 1913
- P. legrandi Gibeaux, 1992
- P. lenis Zeller, 1877
- P. leptopsamma Meyrick, 1925
- P. leucadactylus Walker, 1864
- P. lindneri (Amsel, 1963)
- P. logistes Meyrick, 1935
- P. longifrons Walsingham, 1915
- P. lugubris Fish, 1881
- P. lyrae Arenberger, 1983
- P. malacodactylus Zeller, 1847
- P. malesanus Meyrick, 1921
- P. marptys Christ., 1873
- P. massai Gielis, 1991
- P. mathewianus Zeller, 1874
- P. melanopoda Fletcher, 1907
- P. mollis Walsingham, 1915
- P. mongolicus Zagulajev & Pentschukovskaja, 1972
- P. monospilalis Walker, 1864
- P. montana Walsingham, 1880
- P. montichristi Walsingham, 1897
- P. montivola Meyrick, 1937
- P. nauarches Meyrick, 1930
- P. nephogenes Meyrick, 1926
- P. nigropunctatus Arenberger, 1989
- P. nigrosparsus Zeller, 1877
- P. nivalis Meyrick, 1907
- P. niveodactyla (Pagenstecher, 1900)
- P. obsoletus Zeller, 1841
- P. ochricostatus Zeller, 1877
- P. oligocenicus Bigot, Nel & Nel, 1986
- P. orchatias Meyrick, 1907
- P. ossipellis Walsingham, 1897
- P. oxyntes Meyrick, 1907
- P. paleaceus Zeller, 1873
- P. palmatus Meyrick, 1907
- P. parviflorellus Arenberger, 1981
- P. pelospilus Zeller, 1877
- P. pentadactyla - Sneeuwwitte vedermot Linnaeus, 1758
- P. phaceliae McDunnough, 1938
- P. phloeochroa Walsingham, 1915
- P. phlomidis Staudinger, 1870
- P. pictipennis Grinnell, 1908
- P. praeltus Walsingham, 1915
- P. praenigratus Meyrick, 1921
- P. probatus Meyrick, 1938
- P. probolias Meyrick, 1891
- P. procontias Meyrick, 1907
- P. raphiodactyla Rebel, 1900
- P. rhyparias (Meyrick, 1908)
- P. rileyi Fernald, 1898
- P. sacrificus Meyrick, 1926
- P. salticola Meyrick, 1913
- P. scribarius Meyrick, 1926
- P. scholasticus Meyrick, 1924
- P. sematias Meyrick, 1907
- P. semiodactyla Mann, 1855
- P. serenus Meyrick, 1913
- P. serpens Meyrick, 1909
- P. sobeidae Arenberger, 1981
- P. sophronistes Meyrick, 1937
- P. sordidatus Meyrick, 1912
- P. spermatias Meyrick, 1907
- P. sphenites Meyrick, 1913
- P. spicidactyla Chrétien, 1923
- P. spilodactylus Curtis, 1827
- P. spissa (Bigot, 1969)
- P. stadias Meyrick, 1907
- P. stramineus Walsingham, 1880
- P. subalternans Lederer, 1866
- P. sublatus Walsingham, 1915
- P. subnetatus Walker, 1875
- P. subochraceus Walsingham, 1880
- P. suffiata Yano, 1963
- P. sulphureodactylus Packard, 1873
- P. surinamensis Sepp, 1855
- P. suspiciosus Meyrick, 1921
- P. tepidus Meyrick, 1926
- P. terrenus Meyrick, 1936
- P. tetraonipennis Walsingham, 1915
- P. thor McDunnough, 1939
- P. thoracica McDunnough, 1939
- P. timidus Meyrick, 1907
- P. tinctus Walsingham, 1915
- P. trachyphloeus Meyrick, 1926
- P. triadias Meyrick, 1907
- P. tridactyla Linnaeus, 1758
- P. tripunctatus Walsingham, 1881
- P. tuneta Staudinger, 1892
- P. unicolor Barnes & McDunnough, 1913
- P. urbanus Walsingham, 1915
- P. ussuriensis Caradja, 1920
- P. uzungwe Gielis, 1991
- P. viettei Bigot, 1964
- P. virgo (Strand, 1913)
- P. volgensis (Moschler, 1862)
- P. walsinghami 1898	)
- P. zetes Meyrick, 1930